# Unconditionally
Unconditionally è un singolo della cantautrice statunitense Katy Perry, pubblicato il 18 ottobre 2013 come secondo estratto dal quarto album in studio Prism.
Il brano è stato composto da Katy Perry con i produttori Dr. Luke, Max Martin e Cirkut. Il brano è una ballata mid-tempo pop, reso disponibile su iTunes dal 18 ottobre 2013. Il testo affronta l'accettare i difetti e le diversità di una persona cara attraverso un amore emarginato. Unconditionally ha venduto 3 milioni di copie a livello mondiale.

## Descrizione
Unconditionally è un brano power pop contenuto nell'album Prism. Il brano inizia con un ritmo molto delicato, soave fino ad arrivare al ritornello dove la cantante con la sua voce si fa aiuto della base per dar vita ad un ritornello più movimentato e fulcro del brano, di sé molto tranquillo e pacato. La cantante stessa ha detto che Unconditionally è la sua canzone preferita di Prism, e che parla di un "amore incondizionato" che potrebbe venire in tutte le forme, da un amore fraterno, materno o paterno. Ha rivelato inoltre a Entertainment Weekly che l'ispirazione per il brano venne in parte dal suo rapporto col fidanzato John Mayer e in parte al suo viaggio filantropico in Africa: "Sono andata in Madagascar e ho fatto un viaggio con l'UNICEF che ha cambiato la mia vita e mi ha dato questa canzone. Ha il semplice messaggio di amare una persona e accettarla, il brano insegna a non essere così coscienti di sé, non si deve temere, perché ognuno ha i propri difetti. Nessuno è esente da problemi. Ognuno ha le imperfezioni e non sarà mai perfetto, e accettare e capire questo, soprattutto in un rapporto, fa spazio per una sorta di amore vero e genuino".
Il 31 ottobre viene svelata la copertina di Unconditionally, che mostra la cantante sdraiata sopra il cofano di un'auto nera, ricoperta quasi interamente da fiori, in un paesaggio sabbioso.

## Accoglienza
Subito dopo la pubblicazione Unconditionally ha ricevuto critiche positive. È stata definita come una power ballad con un "coro epico". Jason Lipshutz di Billboard ha dichiarato che Unconditionally sia il brano più "maturo" contenuto in Prism mentre Francesco Chignola (TV Sorrisi e Canzoni) l'ha definita come "una canzone forse più convenzionale di quelle che l'hanno preceduta nell'album, ma è matura e assolutamente efficace". James Shotwell ha reagito positivamente alla canzone, dicendo che il brano è il suo preferito finora e che non vede l'ora di ascoltare il resto dell'album; ha anche detto a i suoi lettori che la canzone deve essere ascoltata da tutti. Carson Daly su AMP Radio non ha esitato a esprimere il suo entusiasmo: "Mi piace. Penso che Katy Perry sia al suo meglio. Quando lei sta cantando con la carica emotiva mid-tempo, mi ricorda Teenage Dream o Part of Me, alcune delle sue più grandi registrazioni. C'è un senso di urgenza per esso... sembra senza tempo".

## Promozione
Il 22 ottobre 2013 la canzone è stata eseguita per la prima volta, insieme ad altri brani di Prism all'iHeartRadio a Los Angeles. Il brano viene cantato il giorno dopo al concerto "We Can Survive" con Bonnie McKee, Kacey Musgraves, Sara Bareilles, Ellie Goulding e il duo Tegan and Sara all'Hollywood Bowl di Los Angeles; e alla versione australiana di The X Factor il 28 ottobre insieme a Roar. Il 10 novembre Katy Perry si è esibita dal vivo con Unconditionally agli MTV Europe Music Awards 2013 ad Amsterdam, cantando all'altezza di circa 10 metri, con dei ballerini che scalpitavano con i veli della sua lunga gonna. Alla fine la cantante rimane con un body ricoperto interamente di specchi che riflettevano i fasci luminosi dei led creando un grande effetto di luce. Si è esibita inoltre per l'apertura degli American Music Award del 2013 il 24 novembre, in un abito in stile geisha e con ambientazioni orientali.. Il 5 dicembre Katy Perry arriva in Italia cantando Unconditionally alla semifinale di X Factor.

## Video musicale
Il videoclip è stato girato nel mese di ottobre 2013 a Londra, ed è stato diretto dal regista Brent Bonacorso. La clip è stata ispirata dai film Dangerous Liaisons del 1988, e Anna Karenina del 2012. Un'anteprima del video musicale è stata pubblicata il 14 novembre 2013; il video viene pubblicato il 19 novembre su MTV e il 20 novembre sul canale VEVO. Il regista Brent Bonacorso, parlando di Katy Perry ha dichiarato che: “Quando canta questa canzone, lei non lo fa con leggerezza. Questo amore di cui parla è come una forza della natura, una tempesta epica e questo è sicuramente qualcosa che volevo catturare”.
Il video si apre con la Perry da sola in abito bianco che canta sotto la neve, e poi circondata da ballerini a coppie in una sala da ballo in stile ottocentesco. La cantante poi in possesso di un gufo lo fa volare libero, simbolo dell'amore che si deve lasciare andare. Le danze rinascimentali dei ballerini si interrompono da un letto che prende a fuoco, come la cantante stessa, vestita in abito dorato: l'amore può bruciare come l'inferno, dentro ognuno di noi e lo si deve fare uscire. Vengono mostrate scene che dimostrano diversi tipi di amore incondizionato, come ad esempio una madre con in grembo un bambino o due amanti che si abbraciano. Mentre la canzone comincia a raggiungere il suo culmine i ballerini si allontanano dalla cantante, la quale viene investita da una macchina nera. L'incidente stradale è una delle immagini chiave del video: l'innamoramento è come essere investiti da un'auto, ti colpisce di punto in bianco e rappresenta la natura improvvisa e quasi violenta di amore, che può cambiare il mondo interiore. Nell'impatto migliaia di piccoli detriti rotti della macchina si trasformano in fiori dietro di lei, perché l'impatto è gioioso e meraviglioso, forte quando entra nella vita di ogni persona. Alla fine del video, la cantante è distesa sopra la macchina che l'ha investita, coperta di fiori (questa scena viene utilizzata per la copertina del singolo).

### Video promozionale
Due giorni dopo la pubblicazione della canzone, il 18 ottobre, è stato pubblicato un video promozionale su VEVO e YouTube. Il video, diretto da Aya Tanimura, è interamente in bianco e nero, e mostra l'attrice Janell Shirtcliff e un'androgina modella Erika Linder che esprimono il loro incondizionato amore omosessuale.. La ragazza canta con passione e angoscia, chiaramente infelice e instabile verso il ragazzo; e mentre le parole scorrono sullo schermo. Entrambi non stanno mai nello stesso fotogramma, tranne alla fine, quando ci si rende conto che sono due donne. Lucas Villa, di Examiner, ha notato che "la clip cattura la passione dietro la performance di Katy. L'amore è universale e questo messaggio si trasmette attraverso questo potente lyric video". Amy Sciarretto del Pop Crush, ha commentato: "è semplice ma forte, entrambe le attrici portano un sacco di emozioni con gli occhi e il linguaggio del corpo durante il video".

## Classifiche
| Classifica (2013) | Posizione massima |
| ----------------- | ----------------- |
| Australia         | 11                |
| Austria           | 16                |
| Belgio (Fiandre)  | 49                |
| Belgio (Vallonia) | 26                |
| Bulgaria          | 5                 |
| Canada            | 13                |
| Corea del Sud     | 9                 |
| Francia           | 38                |
| Germania          | 22                |
| Irlanda           | 27                |
| Italia            | 6                 |
| Libano            | 6                 |
| Messico           | 17                |
| Nuova Zelanda     | 26                |
| Paesi Bassi       | 53                |
| Polonia           | 17                |
| Regno Unito       | 25                |
| Repubblica Ceca   | 7                 |
| Slovacchia        | 11                |
| Spagna            | 40                |
| Stati Uniti       | 14                |
| Sudafrica         | 8                 |
| Svezia            | 48                |
| Svizzera          | 27                |

### Classifiche di fine anno
| Classifica (2014) | Posizione |
| ----------------- | --------- |
| Italia            | 87        |